# Massiccio degli Écrins

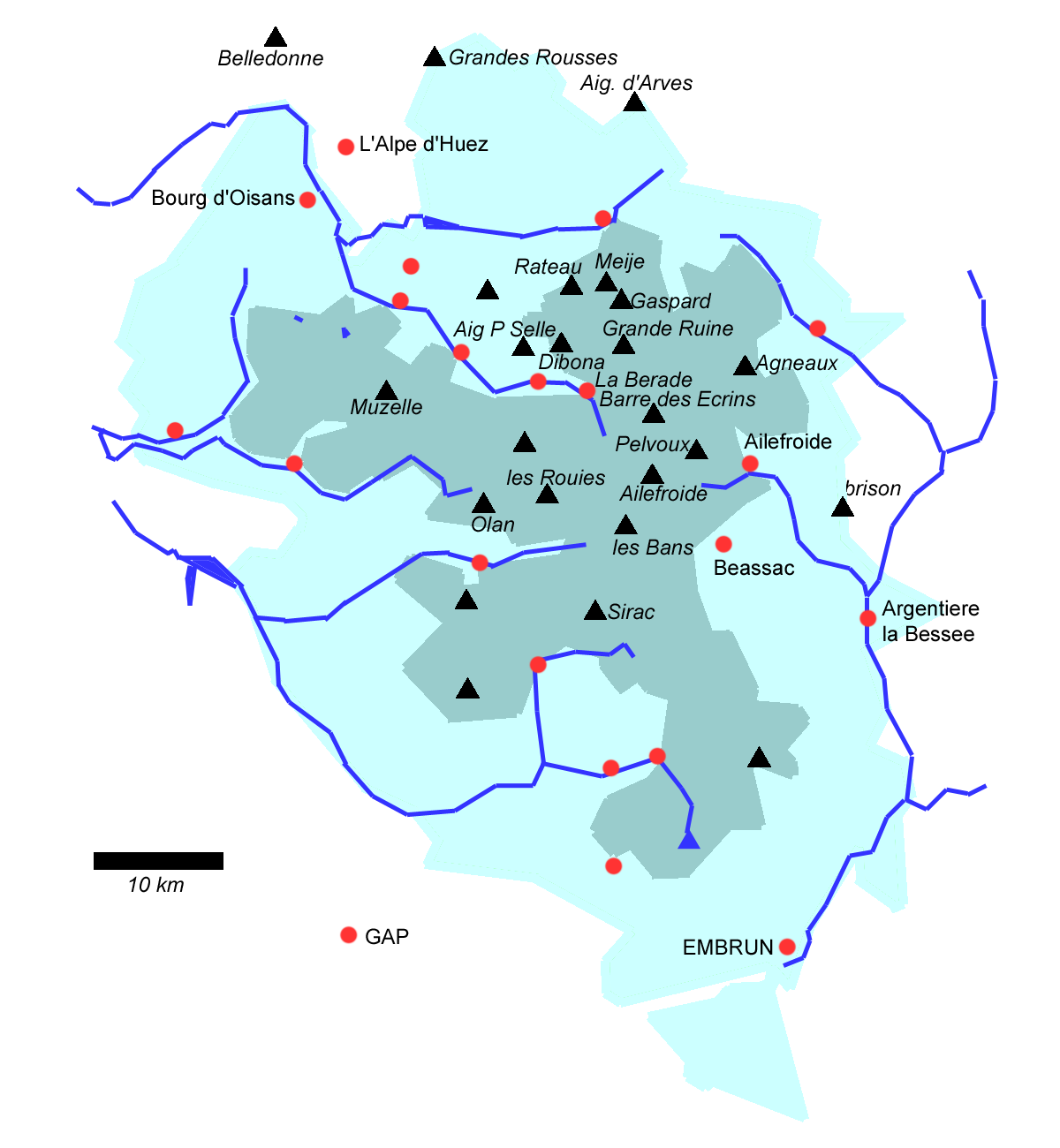
Cartina del Parco nazionale des Écrins con le principali vette del massiccio.

Il massiccio degli Écrins (detto anche "massiccio del Pelvoux" - in francese massif des Écrins oppure  massif du Pelvoux) è un massiccio montuoso francese delle Alpi del Delfinato, uno dei 4000 delle Alpi, posto nel cuore del parco nazionale degli Écrins. 

## Storia
In ragione della sua grandezza e della sua complessità, il massiccio è stato per lungo tempo poco conosciuto. Non ha avuto un nome preciso fino al 1973. Per lungo tempo è stato conosciuto come massif de l'Oisans, la valle solcata dalla Romanche che lo delimita a nord. Nel Briançonnais invece il nome più comune era quello di una vetta: massif du Pelvoux, rinforzato dalla creazione di un parco demaniale in questa zona, ma non si impose molto. L'ambiguità dell'utilizzo di due nomi ha portato nel 1880 Henry Duhamel e William Auguste Coolidge a definirlo arbitrariamente massif du Haut-Dauphiné, ma non sortirono l'effetto sperato. Anche massif de la Meije è stato utilizzato a volte, ma solo per riferirsi alla porzione settentrionale.
La creazione del Parco nazionale degli Écrins nel 1973 è riuscita a mettere d'accordo tutti, imponendo il nome attuale (sebbene ci sia ancora qualche sacca di resistenza: nel 1978 è stato edito un libro intitolato Le grand Oisans sauvage di Samivel).

## Descrizione

### Definizione
Il massiccio può essere inteso in modo più o meno ampio. Nel senso più ampio comprende anche le sottosezioni delle Alpi del Delfinato: massiccio dell'Embrunais, massiccio del Champsaur e Monti orientali di Gap.

### Territorio
Il massiccio è situato nei dipartimenti delle Alte Alpi e dell'Isère.
Confina:
- a nord con le Alpi delle Grandes Rousses e delle Aiguilles d'Arves (nella stessa sezione alpina) e separate dal colle del Lautaret;
- a nord-est con le Alpi del Moncenisio (nelle Alpi Cozie) e separato dalla Guisane;
- ad est con le Alpi del Monginevro (nelle Alpi Cozie) e separato dalla Durance;
- a sud con il massiccio dell'Embrunais e con il massiccio del Champsaur (nella stessa sezione alpina);
- a sud-ovest con le Prealpi del Devoluy (nelle Prealpi del Delfinato);
- a nord-ovest con il massiccio del Taillefer (nella stessa sezione alpina) e separato dal Col d'Ornon.

Ruotando in senso orario i limiti geografici sono: colle del Lautaret, fiume Guisane, Briançon, fiume Durance, torrente Fournel, passo de la Cavale, colle di Vallonpierre, Valgaudemar, fiume Drac, fiume Bonne, Col d'Ornon, fiume Romanche, colle del Lautaret.

### Suddivisione
Secondo la SOIUSA il Massiccio degli Écrins è una sottosezione alpina con la seguente classificazione:
- Grande parte = Alpi Occidentali
- Grande settore = Alpi Sud-occidentali
- Sezione = Alpi del Delfinato
- Sottosezione = Massiccio degli Écrins
- Codice = I/A-5.III

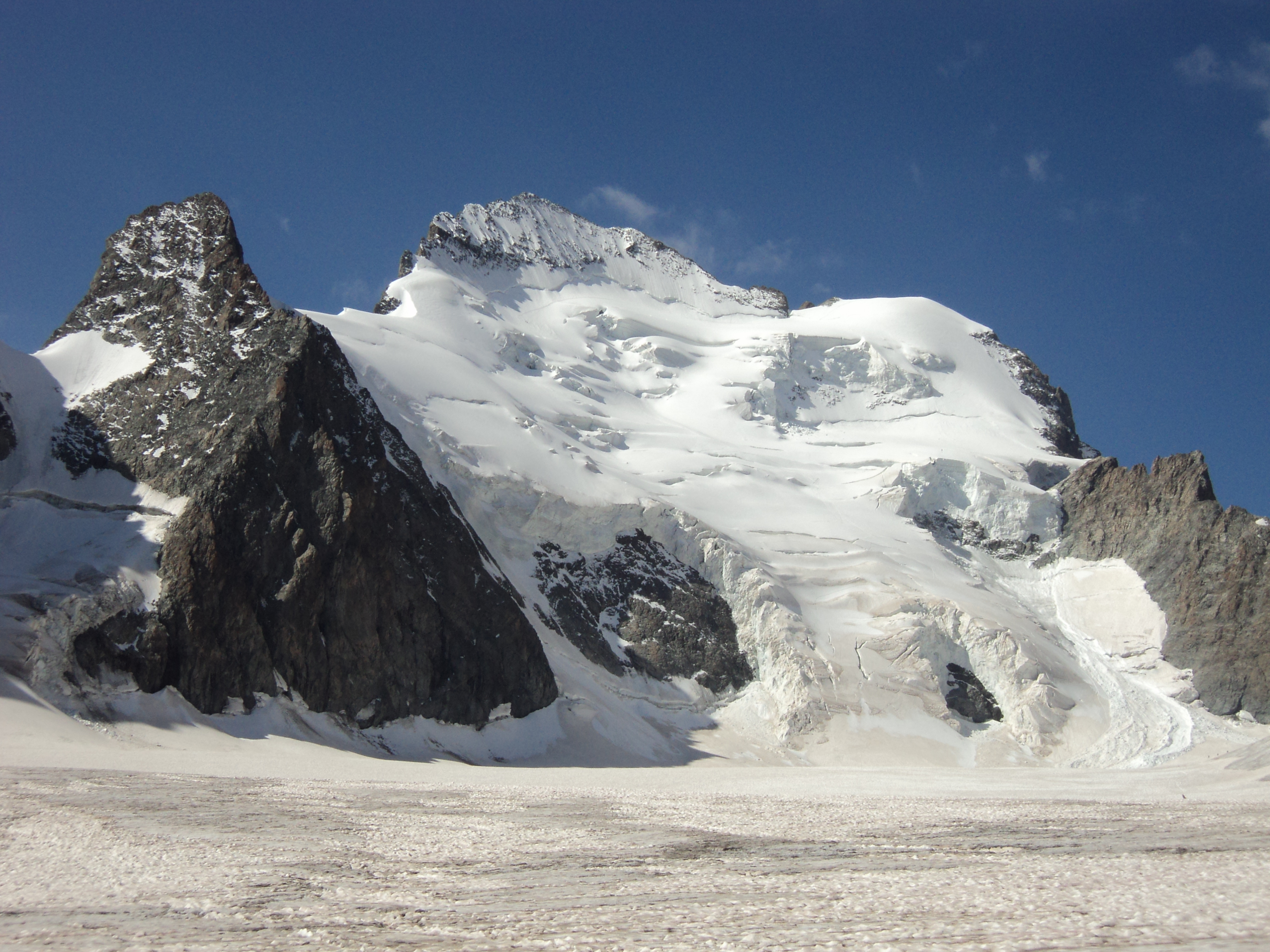
La Barre des Écrins.

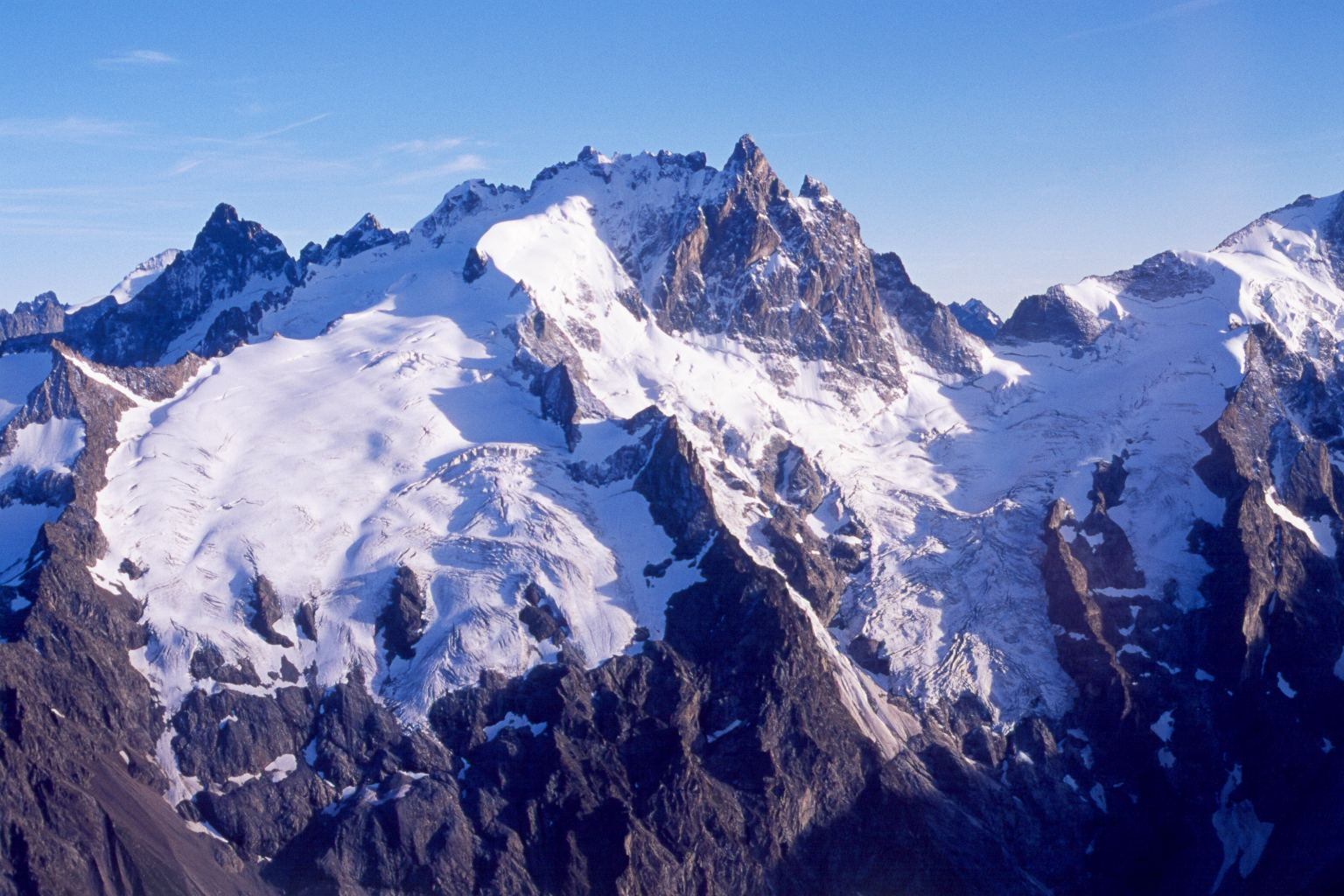
Meije

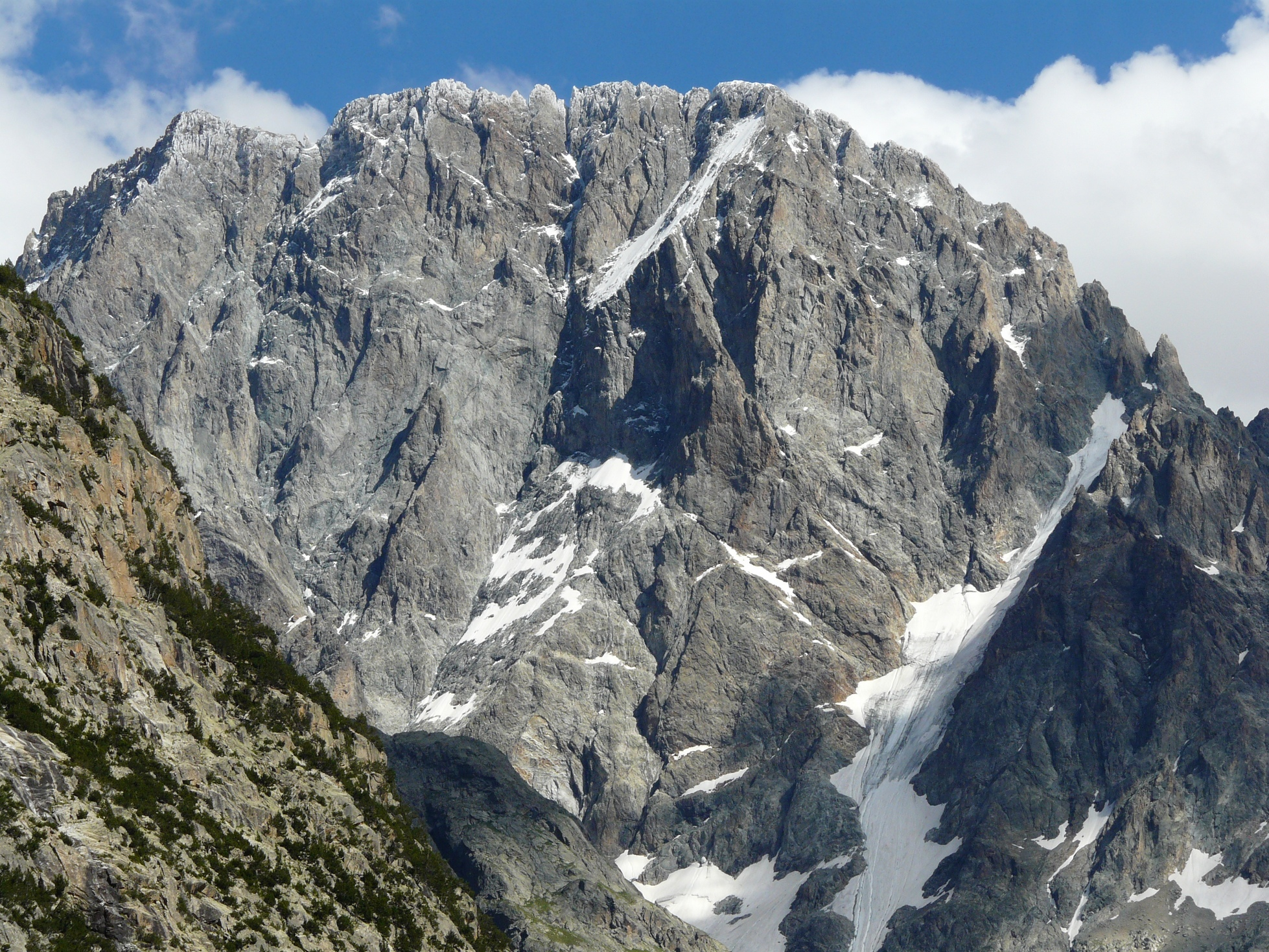
Ailefroide

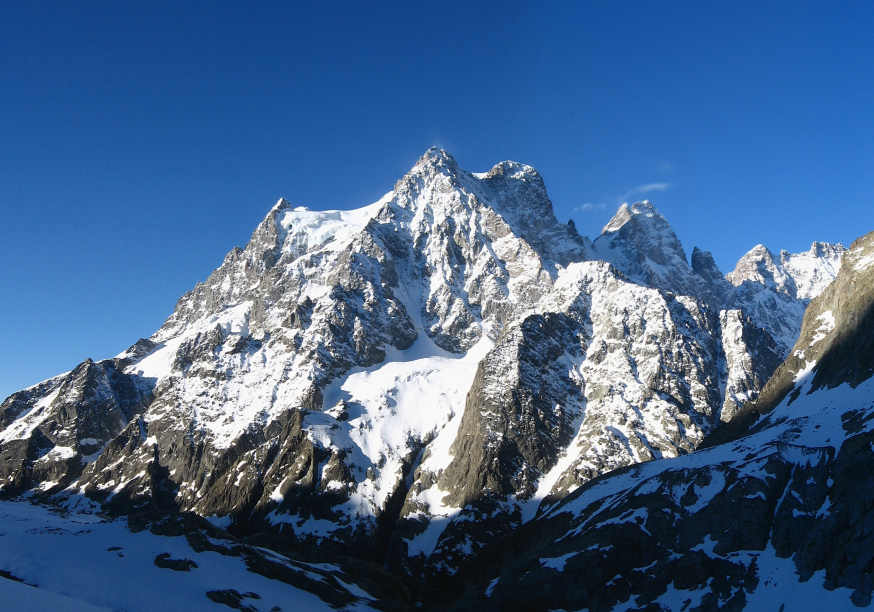
Monte Pelvoux

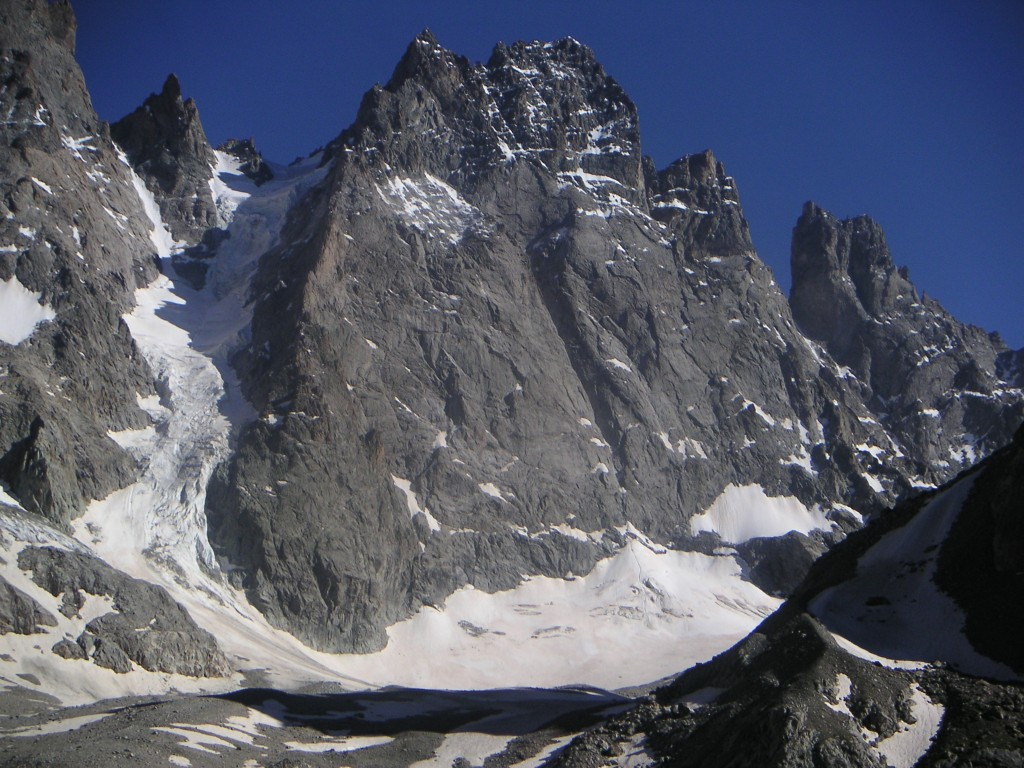
Pic Sans Nom

Pic Gaspard

Secondo la SOIUSA il massiccio è suddiviso in cinque supergruppi, diciotto gruppi e 28 sottogruppi:
- Catena Écrins-Grande Ruine-Agneaux (A)
  - Gruppo degli Agneaux (A.1)
    - Nodo di Combeynot (A.1.a)
    - Nodo della Montagne des Agneaux (A.1.b)

  - Gruppo di Clouzis (A.2)
  - Gruppo della Condamine (A.3)
    - Cresta della Eychauda (A.3.a)
    - Massiccio Condamine-Montbrison (A.3.b)

  - Gruppo della Roche Faurio (A.4)
    - Nodo del Pic de Neige Cordier (A.4.a)
    - Cresta Roche Faurio-Tête de la Somme (A.4.b)

  - Gruppo degli Écrins (A.5)
  - Gruppo della Grande Ruine (A.6)
- Catena Meije-Râteau-Soreiller (B)
  - Gruppo della Meije (B.7)
    - Nodo del Pic Gaspard (B.7.a)
    - Nodo della Meije (B.7.b)

  - Gruppo del Râteau (B.8)
    - Nodo del Râteau (B.8.a)
    - Catena Grave-Lauze-Jandri (B.8.b)
    - Catena Lac Noir-Toura-Pic du Diable (B.8.c)

  - Massiccio del Soreiller (B.9)
- Catena Pelvoux-Bans-Sirac (C)
  - Catena Ailefroide-Pelvoux (C.10)
    - Gruppo dell'Ailefroide (C.10.a)
    - Gruppo del Pelvoux (C.10.b)

  - Gruppo dei Bans (C.11)
    - Catena Boeufs Rouges-Guyard (C.11.a)
    - Nodo dei Bans (C.11.b)

  - Gruppo Bonvoisin-Sirac (C.12)
    - Catena Bonvoisin-Verdonne (C.12.a)
    - Nodo del Sirac (C.12.b)
    - Catena Neyzets-Aiglière (C.12.c)
- Catena Olan-Rouies (D)
  - Gruppo dei Rouies (D.13)
    - Catena Says-Vaccivier (D.13.a)
    - Nodo dei Rouies (D.13.b)

  - Gruppo del Vallon des Étages (D.14)
    - Catena Vallon des Étages-Encoula (D.14.a)
    - Catena Étret-Fétoules (D.14.b)

  - Gruppo dell'Olan (D.15)
    - Nodo dell'Olan (D.15.a)
    - Catena Turbat-Souffles (D.15.b)

  - Catena Tête du Clotonnet-Grun de Saint Maurice (D.16)
- Catena Arias-Muzelle (E)
  - Gruppo degli Arias (E.17)
    - Catena dell'Aiguille des Arias (E.17.a)
    - Catena Montagnon-Lauranoure (E.17.b)

  - Gruppo della Muzelle (E.18)
    - Catena Swan-Muzelle (E.18.a)
    - Catena Clapier du Peyron-Signal du Lauvitel (E.18.b)

La catena Écrins-Grande Ruine-Agneaux raccoglie la parte nord-orientale del massiccio; la catena Meije-Râteau-Soreiller si trova nella zona nord; la catena Pelvoux-Bans-Sirac è collocato a sud-est; la catena Olan-Rouies è a sud-ovest e, infine, la catena Arias-Muzelle è a ovest.

### Orografia
Le montagne principali del massiccio sono:
- Barre des Écrins, 4102 m, vetta più alta del massiccio
- Pic Lory, 4088 m, anticima della Barre des Écrins
- Dôme de neige des Écrins, 4015 m
- la Meije, 3983 m,
- Ailefroide, 3954 m
- Monte Pelvoux, 3946 m
- Pic Sans Nom, 3913 m
- Pic Gaspard, 3883 m
- le Pavé, 3823 m
- Le Râteau, 3809 m
- Pic Coolidge, 3774 m
- Grande Ruine, 3765 m
- Roche Faurio, 3730 m
- Roche Méane, 3712 m
- Les Bans, 3669 m
- Pic de la Grave, 3667 m
- Montagne des Agneaux, 3663 m
- Pic de neige Cordier, 3614 m
- Aiguille du Plat de la Selle, 3597 m
- Les Rouies, 3589 m
- l'Olan, 3564 m
- Le Plaret, 3563 m
- Tête de l'Étret, 3559 m
- Tête de Gandolière, 3542 m
- L'Encoula, 3536 m
- Pointe des Arcas, 3479 m
- Roche de la Muzelle, 3465 m
- Pic de Clouzis, 3465 m
- Pointe Guyard, 3461 m
- Tête des Fétoules, 3459 m
- Pic Jocelme, 3458 m
- Le Sirac, 3441 m
- Tête du Rouget, 3435 m
- Tête du Replat, 3428 m
- Pic de Says, 3421 m
- Grande aiguille de la Bérarde, 3421 m
- Cime du Vallon, 3409 m
- Aiguille des Arias, 3403 m
- Mont Gioberney, 3351 m
- Pointe de l'Aiglière, 3307 m
- Pointe Swan, 3294 m
- le Jandri, 3288 m
- Pics de Combeynot, 3155 m
- Aiguille Dibona, 3131 m
- Pic des Souffles, 3098 m
- Pointe des Estaris, 3080 m
- le Rochail, 3023 m

### Ghiacciai principali

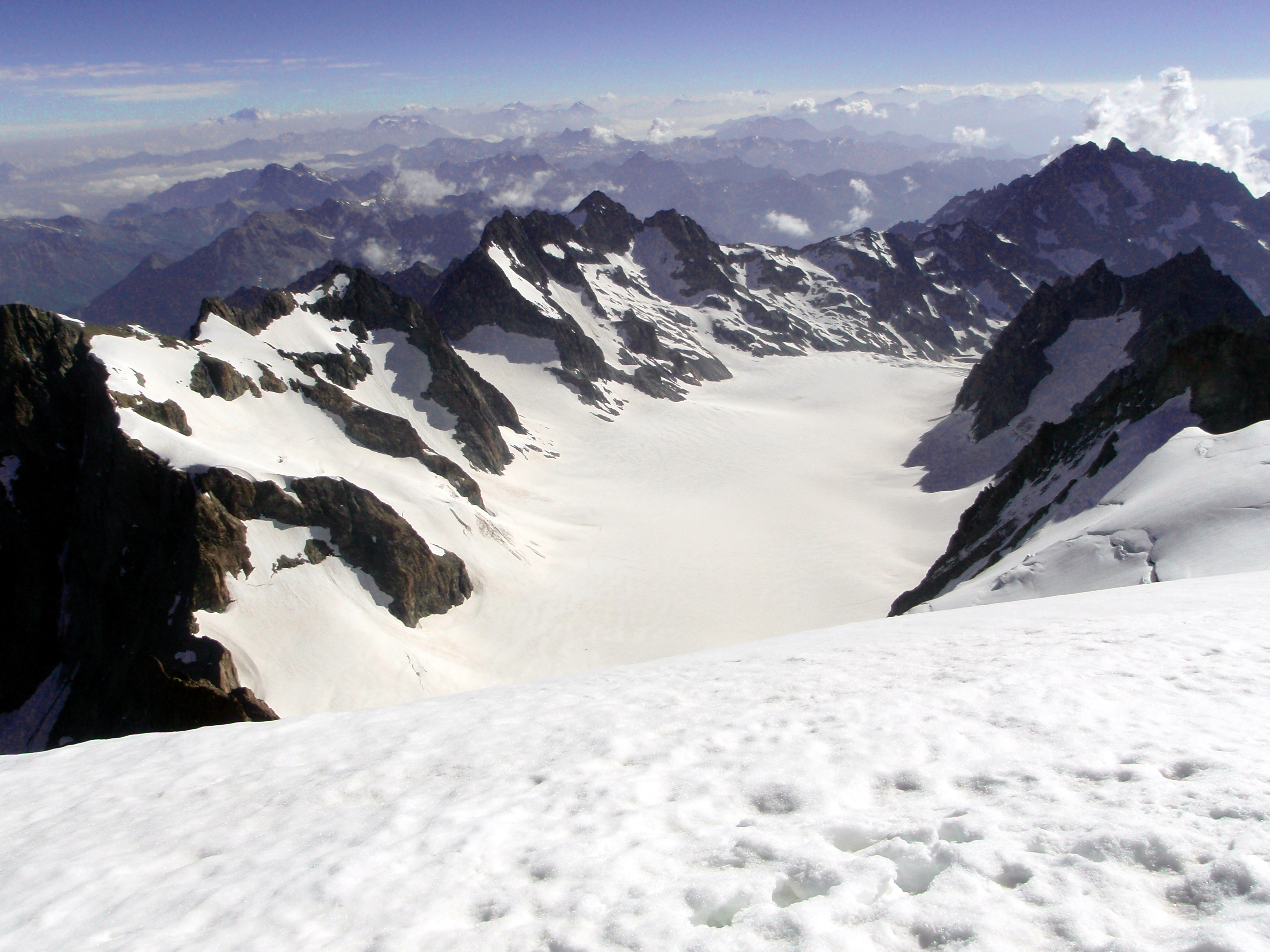
Il Glacier Blanc visto dal Dôme de neige des Écrins.

Il massiccio a causa dell'altezza delle sue montagne raccoglie un gran numero di ghiacciai. Tra questi si ricordano:
- Glacier de la Girose
- Glacier du Tabuchet
- Glacier de la Meije
- Glacier de l'Homme
- Glacier du Mont-de-Lans
- Glacier de la Selle
- Glacier du Clot des Cavales
- Glacier de la Plate des Agneaux
- Glacier de la Bonne Pierre
- Glacier Blanc
- Glacier d'Arsine
- Glacier du Casset
- Glacier du Monétier
- Glacier Noir
- Glacier du Vallon des Étages
- Glacier du Chardon
- Glacier des Sellettes
- Glacier de la Pilatte
- Glacier du Sélé